# Cratoptera primularis
Cratoptera primularis là một loài bướm đêm trong họ Geometridae.